# 1977 en Algérie
Chronologie de l’Algérie
- 1973
- 1974
- 1975
- 1976
- 1977
- 1978
- 1979
- 1980
- 1981

Cet article présente les faits marquants de l'année 1977 en Algérie ou relatifs à l'Algérie; datation selon le calendrier grégorien.

## Événements
- 7 janvier : arrestation à Paris de Mohammed Daoud Odeh, dit Abou Daoud, un activiste palestinien soupçonné d’avoir participé à la prise d’otages et à l’assassinat d’athlètes israéliens aux Jeux olympiques de Munich de 1972. Bien que la RFA et Israël réclament son extradition, il est expulsé vers Alger le 11 janvier par décision de la chambre d’accusation de la cour d’appel de Paris[1].
- 25 février : élections législatives algériennes de 1977. Les candidats sont désignés par le Parti qui obtient tous les sièges à pourvoir.
- Novembre 1977 : manifestations en Algérie pour protester contre la politique française relative au Sahara occidental[2].

## Sports

### Basket-ball
- Coupe d'Algérie de basket-ball 1976-1977

### Football
- Équipe d'Algérie de football en 1977
- Championnat d'Algérie de football 1976-1977
- Championnat d'Algérie de football 1977-1978
- Championnat d'Algérie de football de deuxième division 1976-1977
- Championnat d'Algérie de football de deuxième division 1977-1978
- Coupe d'Algérie de football 1976-1977
- Coupe d'Algérie de football 1977-1978
- Saison 1976-1977 de l'USM Alger
- Saison 1977-1978 de l'USM Alger

## Culture

### Cinéma
- Les Déracinés (بني هندل en arabe, litt. Beni Hendel), film algérien réalisé par Lamine Merbah et sorti en 1977.
- Leïla et les Autres, film algérien réalisé par Sid Ali Mazif, sorti en 1977[3].
- Omar Gatlato (en arabe : عمر قتلتوا الرجلة), comédie algérienne de Merzak Allouache sortie en 1976.

## Naissances en 1977
- Naissance en Algérie en 1977

## Décès en 1977
- Décès en Algérie en 1977